# کامل سعیداف
کامل سعیداُف (به تاجیکی: Комил Саидов) فوتبالیست اهل کشور تاجیکستان است. وی در تیم باشگاهی ریگر-تداز تورسون‌زاده بازی می‌کند و عضو تیم ملی فوتبال تاجیکستان است و به‌همراه این تیم در مسابقات قهرمانی آسیا در سال ۲۰۱۰ میلادی شرکت کرد.

## بازی‌های ملی
| #  | تاریخ          | محل بازی          | تیم مقابل | امتیاز | نتیجه  | مسابقه                            |
| -- | -------------- | ----------------- | --------- | ------ | ------ | --------------------------------- |
| ۱. | ۲ ژوئیه ۲۰۰۶   | آلماآتی، قزاقستان | قزاقستان  | ۱-۴    | باخت   | دوستانه                           |
| ۲. | ۲۲ اوت ۲۰۰۷    | دوشنبه، تاجیکستان | آذربایجان | ۲-۳    | باخت   | دوستانه                           |
| ۳. | ۸ سپتامبر ۲۰۰۷ | آلماآتی، قزاقستان | قزاقستان  | ۱-۱    | مساوری | دوستانه                           |
| ۴. | ۲۳ ژوئیه ۲۰۱۱  | امان، اردن        | سوریه     | ۱-۲    | باخت   | ۲۰۱۴ FIFA World Cup qualification |